# Flemming Kofod-Svendsen
Flemming Peter Kofod-Svendsen (ur. 21 marca 1944 w Aakirkeby) – duński duchowny protestancki i polityk, parlamentarzysta, w latach 1987–1988 i 1993–1994 minister, od 1979 do 1990 lider Chrześcijańskiej Partii Ludowej.

## Życiorys
Absolwent teologii na Uniwersytecie Kopenhaskim. W latach 1970–1977 był sekretarzem generalnym luterańskiej organizacji studenckiej Kristeligt Forbund for Studerende. Zajmował się działalnością publicystyczną, od 1976 do 1979 pracował jako redaktor wydawnictwa Credo Forlag. Został duchownym Kościoła Ewangelicko-Luterański Danii. W 1976 objął probostwo parafii w Birkerød, którą kierował do 2011.
Zaangażował się także w działalność polityczną w ramach Chrześcijańskiej Partii Ludowej, w latach 1979–1990 stał na czele tego ugrupowania. Pełnił funkcję ministra mieszkalnictwa w drugim rządzie Poula Schlütera oraz ministra mieszkalnictwa i współpracy nordyckiej w pierwszym gabinecie Poula Nyrupa Rasmussena. W latach 1984–1988, 1988–1993 i 1998–2001 sprawował mandat posła do Folketingetu.
Autor kilku publikacji książkowych, m.in. Døden, sorgen, håbet z 2007. Publikację tę poświęcił rozważaniom nad byciem chrześcijaninem w obliczu własnej straty – w 2004 w wyniku tsunami zginął jego syn, synowa i dwoje wnuków.